# Un uomo per Ivy
Un uomo per Ivy (For Love of Ivy) è un film del 1968 diretto da Daniel Mann.

## Riconoscimenti
- 1968 – Festival di San Sebastián
  - Concha de Plata al miglior attore a Sidney Poitier